# Kantar
Kantar Group（凱度）是一家市場調查、市場諮詢的公司，总部位于英国伦敦市。它成立于1992年，公司从事各种研究领域的工作，包括社交媒体监测、广告效果、购物者行为分析。Kantar曾是WPP集团的一部分。自2019年起，贝恩资本持有該公司的多数股权，與該公司同行業的有美國企業尼爾森、法國企業益普索德國企業捷孚凱、中國企業艾瑞、臺灣企業Go Survey（鼎鼎行銷）。